# Atrium (centru comercial)

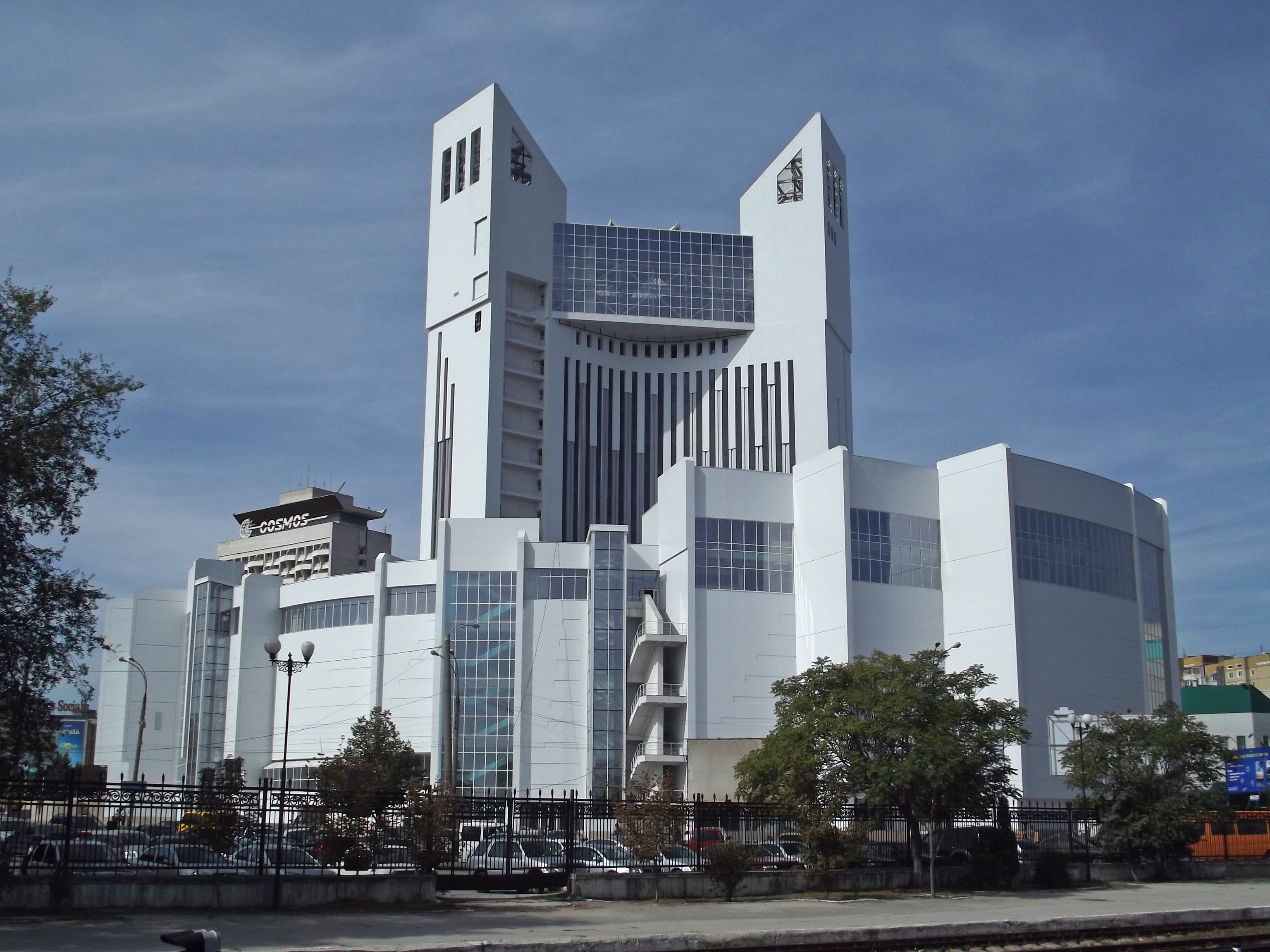
Atrium Business Center

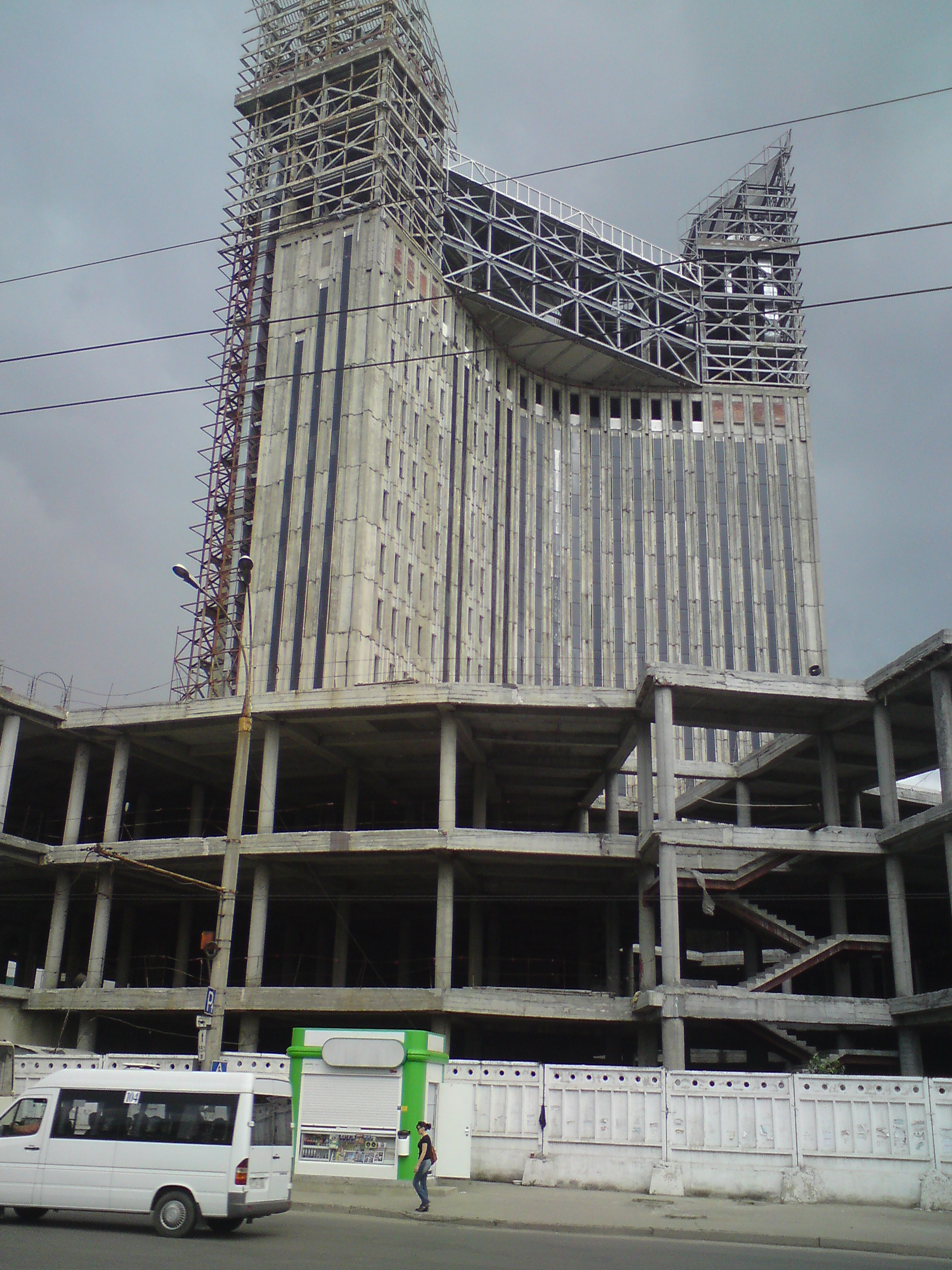
Aflat în construcție, 2010

Agrement-Shoping-Business Centru ATRIUM este un centru comercial din Chișinău (Republica Moldova). Construcția ansamblului a derulat la începutul anilor '80, fiind planificată realizarea clădirii sub forma unui trifoi. Cu puțin timp înainte de destrămarea Uniunii Sovietice, construcția cladirii a fost stopată. Timp de mai mulți ani, construcția a fost lasată în voia sorții. Finisarea lucrărilor au avut loc în 2012, când de altfel a fost dat în exploatare și centru comercial.
Atrium este cea mai înalta clădire, nu doar din Chișinău, dar și din Republica Moldova. Înălțimea sa este de 86 de metri. 

## Legături externe
- Site web oficial Arhivat în 20 februarie 2014, la Wayback Machine.